# زعروراوية
الزعروراوية (الاسم العلمي: Crataegeae) هي قبيلة من النباتات تتبع الفصيلة الوردية من رتبة الورديات.

## أجناس الزعروراوية
- شوك النار